# Sattva
Sattva (Sanskrit, n., सत्त्व, sattva, wörtl.: das Seiende, Wahre, transfiguriert: Klarheit, Güte, Harmonie) ist in der indischen Philosophie und im Hinduismus eine der drei Gunas (Eigenschaften).
Die Gunas wurden ursprünglich in der Samkhya-Philosophie systematisiert und stellen Charakteristika der Prakriti (Urmaterie) dar. Die Guna-Lehre fand später auch Eingang in den Vedanta und gehört heute zum hinduistischen Allgemeingut. 
Die Samkhya-Lehre kennt drei Gunas. Sattva verkörpert Reinheit und Ausgeglichenheit. Es wird als höchstes der drei Gunas betrachtet, da es einem Menschen Wahrhaftigkeit und Weisheit sowie einem Ding Reinheit verleiht. Mit Sattva ist die Farbe gelb verbunden. Sattva ist leicht (laghu) und erhellend (prakashaka). Es verursacht das Aufwärtsstreben in den Dingen und die Regsamkeit der Organe. Es vertreibt das Dunkel und ermöglicht Erkenntnis. Herrscht bei den psychischen Zuständen Sattva vor, erscheinen jene in ihrer guten Erscheinungsform. Sattva führt zu Erkenntnis und Erlösung.
Überwiegt im Ichbewusstsein Sattva, welches Helligkeit und Klarheit (prakasha) und damit Erkenntnisfähigkeit verkörpert, so wird es das "auf Umgestaltung Beruhende" (vaikarika) genannt. Sattva herrscht bei den Göttern vor. Es wirkt erhellend und erfreuend.
Im Yoga zielt das Streben dahin, im Zustand der Versenkung die volle Beherrschung des Geistes zu gewinnen und die Verschiedenheit der Seele (als das Wahre) von der Materie (als die Illusion) zu erkennen.  Diese Erkenntnis bildet die Grundlage für die Erlösung.
Die anderen beiden Gunas sind Rajas (etwa: Trieb, Drang) und Tamas (etwa: Trägheit, Verfängnis).

Die drei Gunas sind in dieser Welt immer vermischt; aber eines davon, das Sattva, hat eine direkte spirituelle Quelle, denn es ist die Charakteristik Gottes. Dazu wurde vor ca. 3000 Jahren ein Sanskritvers (12.8.46) im Bhagavatam Purana geschrieben:
„Der Ort der Furchtlosigkeit und das ewig Bestehende (»Sattvam« und all seine Synonyme) ist die direkte spirituelle Energie des Absoluten, und das Entstehen und das Vergehen (»Raja« ausbeuterische Leidenschaft und »Tama« destruktive Unwissenheit) sind nur seine »indirekten« materiellen Energien, die nur in dieser vergänglichen Welt existieren.“
Eine Erläuterung zu diesem Vers wurde vor ca. 500 Jahren von Jiva Gosvami in seinem Bhakti Sandarba, Anuccheda 103/38 geschrieben:
„In diesem Vers wird die Form und Qualität Gottes als nicht verschieden von der Erscheinungsweise der Güte und Tugend beschrieben. Was ist diese Erscheinungsweise der Güte und Tugend? Es ist die reine Güte und Tugend, weil sie völlig frei von der geringsten Berührung mit destruktiver Unwissenheit (Tama-Guna) und ausbeuterischer Leidenschaft (Raja-Guna) ist. Das ist die innere Kraft Gottes. Sie ist absolut rein, weil sie nicht mit dem kleinsten Teil der vergänglichen Materie in Kontakt kommt.“